# Homosexualität in Burundi

Burundi

Homosexualität ist in Burundi gesellschaftlich tabuisiert und homosexuelle Handlungen von Männern und Frauen sind seit 2009 strafbar. Homosexuelle Menschen werden regelmäßig von der Regierung strafrechtlich verfolgt.                                                                                                                                                                            

## Illegalität
Laut einer inoffiziellen englischen Übersetzung von Artikel 567 des burundischen Strafgesetzbuches kann eine Person, die sexuellen Kontakt zu einer Person des gleichen Geschlechts hat, mit einer Freiheitsstrafe von drei Monaten bis zu zwei Jahren bzw. einer Geldstrafe von 50.000 bis 100.000 Francs bestraft werden. Am 1. Juli 2009 wurde ein junger Mann verhaftet, weil er angeblich sexuelle Gewalt gegen einen Clubbesucher in Bujumbura verübt haben soll. Die Polizei erklärte später, der Mann sei verhaftet worden, weil er schwul sei, bot aber an, den Verdächtigen gegen Geld freizulassen. Der Einsatz von Menschenrechts-NGOs und der LGBT-Gemeinschaft half, seine Freilassung aus dem Polizeigewahrsam zu erreichen. Im Jahr 2012 wurden zwei Lesben kurzzeitig verhaftet und anschließend freigelassen. Im September 2014 wurde ein vietnamesischer Angestellter der Telefongesellschaft Viettel in der Provinz Karuzi bei sexuellen Beziehungen mit einem burundischen Mann erwischt. Der Burundier behauptete, es habe sich um nicht einvernehmlichen Sex gehandelt, woraufhin der Vietnamese festgenommen wurde. Die Behörden ließen den Fall nach drei Tagen aus Mangel an Beweisen fallen.

## Anerkennung gleichgeschlechtlicher Paare
Aufgrund der Illegalität sind gleichgeschlechtliche Ehen oder Eingetragene Partnerschaften nach Artikel 29 des burundischen Strafgesetzbuches nicht erlaubt.

## Antidiskriminierungsgesetze
Es existiert kein Antidiskriminierungsgesetz in Burundi.